# أب تشنداران تل دراز (لوداب)
أب تشنداران تل دراز (بالفارسية: آب‌چنداران تل‌دراز) هي قرية تقع في إيران في قسم لوداب الريفي. يقدر عدد سكانها بـ 214 نسمة .